# Johann Samuel Klein
Johann Samuel Klein (* 22. Januar 1748 in Bartfeld, heute in der Slowakei; † 10. Dezember 1820 in Göllnitz, heute in der Slowakei) war ein Historiker und Theologe. Er studierte in Ungarn, in Rinteln und in Halle. 1774 wurde er Subrektor in Eperjes, 1783 Pfarrer in Bartfeld, 1784 evangelischer Prediger in der deutschen Kirchengemeinde zu Kaschau (heute in der Slowakei) und 1790 Pfarrer in Göllnitz.

## Werke
- Godofredo Schwarz (Präses) und Ioh. Samvel Klein (Respondent): Theologiae Dogmaticae Prolegomena Deqve Praecipvis Nominibvs Dei In Originalibvs S. S. Textibvs. Enax, Rinteln 1771, Digitalisat
- Leonhardo Bartfai [das ist Johann Samuel Klein]: Brevis Conspectvs Historiae Ecclesiasticae. Hendel, Halle und Magdeburg 1771, Digitalisat
- Joannes Salomo Semler (Präses) und Joannes Samuel Klein (Respondent): Carmina quaedam apostolica quibus evidentissime demonstratur servatorem nostrum Jesum Christum esse verum deum et verum hominem dissertatio prima. Hendel, Halle und Magdeburg, 1772
- Johann Samuel Klein: Nachrichten von den Lebensumständen und Schriften Evangelischer Prediger in allen Gemeinen des Königreichs Ungarn. Band 1, Diepold und Lindauer, Leipzig und Ofen 1789; Band 2, Diepold und Lindauer, Leipzig und Ofen 1789; Band 3, Victor Hornyánszky, Pest 1873.